# 프로쿠라토르

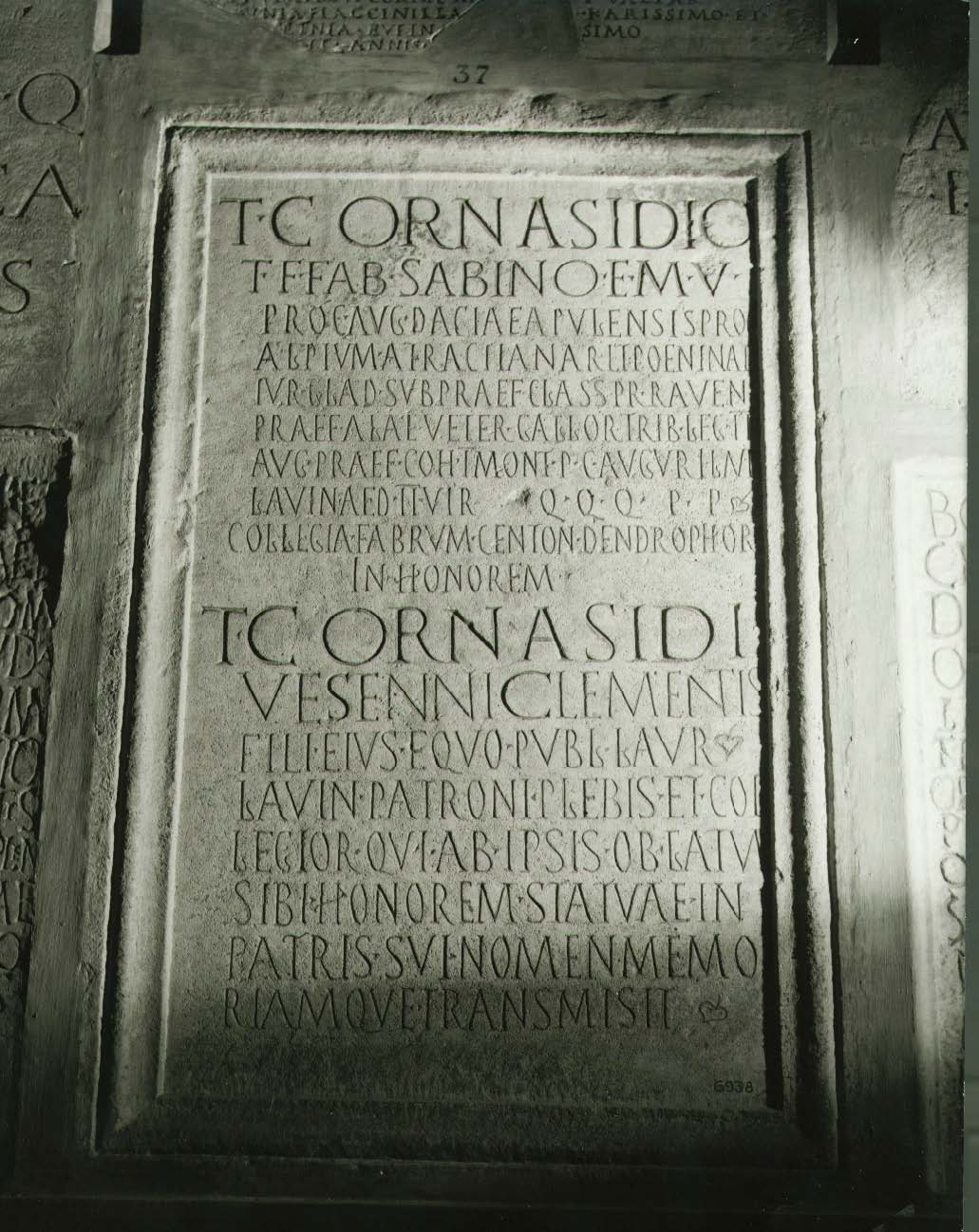

프로쿠라토르 [Procurator, (복수형: Procuratores)]는 고대 로마의 특정 관료직 (행정관이 아닌)으로, 속주의 재정 업무나 소규모 속주의 황제 총독직을 맡았다.

## 재정 업무
재무 프로쿠라토르 (procurator Augusti)는 원수정 (기원전 30년 – 서기 284년) 시기 속주의 최고 재무관이다. 재무 프로쿠라토르는 레가투스 아우구스티 프로 프라이토레 (황제 속주 총독)와 함께 활동하지만, 황제에게 직접 보고를 하며, 이들의 하급자 관계는 아니었다. 총독은 공공 사무 및 재판 업무를 주관하고 속주에 배치된 모든 부대의 총 지휘권자였다. 프로쿠라토르들은 자기네들만의 수행원들을 데리고 다음의 주요 업무들을 포함한 재정 사무들을 맡았다:
- 세금 징수, 특히나 토지세 (tributum soli), 인두세 (tributum capitis), 도로로 상품을 운반하는 데 부과하는 세금 (portorium)
- 황제 사유지에 속하는 토지에 대한 임대료 징수
- 광산 경영[4]
- 공직자들 (주로 군인)의 봉급 분배

재무 프로쿠라토르 직위는 더 상위 계층인 원로원 계급 출신들이 수행했던 총독 직위들과는 달리, 항상 기사 계급 출신들이 맡았다. 이런 이중적인 행정 구조를 운영한 이유는 총독의 과도한 권한 집중을 막으려는 것과 더불어 총독들의 횡령을 에방하려 의도였다. 총독과 프로쿠라토르 간의 사법 및 재무 문제를 두고 권한 침해가 있었는지는 알려져 있지 않다.

## 속주 총독
프로쿠라토르 아우구스티[procurator Augusti, 흔히 말하는 군 지휘관 프로쿠라토르(Praesidial Procurator)]는 소규모 황제 속주들(로마 원로원에서 임명하기보다는 황제가 임명한 총독들로 이뤄진 속주)의 총독이었을 것이다. 항상 원로원 계층들에서 임명된 원로원 속주의 총독들을 도왔던 재무 프로쿠라토르들도 동일한 명칭의 직위였다.
그 외에도, 포르쿠라토르라는 직위는 로마와 이탈리아의 다양한 관료들에게 주어졌다.
1세기 중반 이후, 팍스 로마나의 결과에 따라, 군인들이던 프라이펙투스가 관할하는 속주들이 기본적으로 민간 재무 관료들인 프로쿠라토르들의 관할로 점차 옮겨졌다. 로마 황제의 특별 사유지이며, 프라이펙투스 아우구스탈리스가 따로 관리하는 이집트는 예외였다. 이 관할 변동은 폰티우스 필라투르를 프라이펙투스라고 언급한 필라투스 금석문을 발견할 때까지, 유대 총독 폰티우스 필라투스를 다루는 학자들 사이에서 그를 한때 프로쿠라토르라고 여기는등의 약간 혼동을 일으켰다.

## 같이 보기
- 속주 총독
- 로마의 속주

## 참고 문헌
- Mattingly, David (2006) An Imperial Possession: Britain in the Roman Empire